# إليزابيث لافي
إليزابيث لافي (بالإنجليزية: Elizabeth Levy)‏ هي كاتِبة وكاتبة للأطفال أمريكية، ولدت في 4 أبريل 1942 في نيويورك في الولايات المتحدة.